# Danielle Darrieux

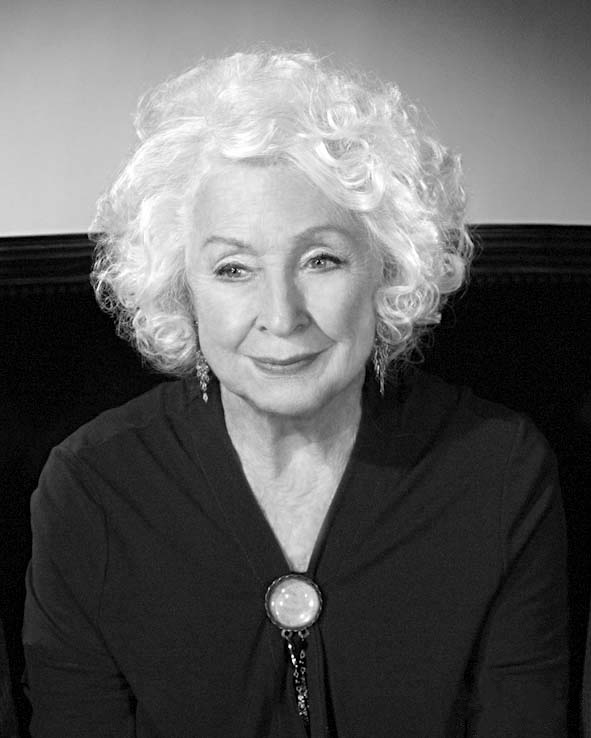
Danielle en 2008.

Danielle Darrieux (Burdeos, 1 de mayo de 1917-Bois-le-Roi, 18 de octubre de 2017) fue una actriz francesa. Fue la segunda esposa de Porfirio Rubirosa, famoso diplomático, jugador de polo y playboy dominicano.  
Su carrera actoral, que se extendió por más de ochenta años, la comenzó a los 14 años, cuando participó en un concurso y resultó contratada para realizar la película El baile (1931), de Wilhelm Thiele, basada en la novela de Irène Némirovsky. En 1970, Darrieux sustituyó a Katharine Hepburn en el musical de Broadway Coco, basado en la vida de Coco Chanel. Una de sus últimas películas más conocidas fue la comedia 8 mujeres (2002), dentro de un llamativo reparto de divas del cine francés.
A lo largo de su carrera trabajó junto a varios de los directores y estrellas más importantes del cine europeo y americano, como Douglas Fairbanks, Jr., Joseph L. Mankiewicz, James Mason, Charles Boyer, Richard Burton, Catherine Deneuve, Gina Lollobrigida...
En 1942 la actriz alcanzó notoriedad en los ecos de sociedad al contraer matrimonio con el controvertido diplomático y donjuán Porfirio Rubirosa. Poco después, él fue retenido en Alemania por el régimen nazi y ella accedió a hacer una gira promocional en el país para lograr su liberación, la cual logró. La pareja terminó divorciándose en 1947. 
El 1 de mayo de 2017, la actriz alcanzó los 100 años de edad. Falleció el 18 de octubre de ese mismo año en Bois-le-Roi, a los 100 años y 169 días.

## Filmografía
- 1931: El baile, de Wilhelm Thiele.
- 1934: Curvas peligrosas, de Billy Wilder y Alexander Esway.
- 1935: Taras Bulba, de Alexis Granowsky.
- 1936: Sueños de príncipe, Anatole Litvak.
- 1938: La sensación de París, de Henry Koster.
- 1947: Ruy Blas, de Pierre Billon.
- 1950: La ronda, de Max Ophüls.
- 1951: El precio de un amor, de Henri Decoin.
- 1952: Operación Cicerón, de Joseph L. Mankiewicz.
- 1952: El placer, de Max Ophüls.
- 1953: Madame de..., de Max Ophüls.
- 1954: Rojo y Negro, de Claude Autant-Lara.
- 1954: El torero, de René Wheeler.
- 1955: Napoleón de Sacha Guitry.
- 1955: Los envenenadores, de Henri Decoin.
- 1955: El amante de lady Chatterley, de Marc Allégret.
- 1956: Alejandro, el Grande, de Robert Rossen.
- 1956: El salario del miedo, de Denys de La Patellière.
- 1958: El desorden y la noche, de Gilles Grangier.
- 1959: Asesinato a 45 r.p.m., de Etienne Périer.
- 1963: Landru, de Claude Chabrol.
- 1967: Le Dimanche de la vie, de Jean Herman.
- 1967: Las señoritas de Rochefort, de Jacques Demy y Agnès Varda.
- 1972: No encontré rosas para mi madre, de Francisco Rovira Beleta.
- 2002: Ocho mujeres, de François Ozon.
- 2003: Las amistades peligrosas, de Josée Dayan.
- 2006: Nuevo cambio, de Anne Fontaine.
- 2007: La Hora Cero.
- 2007: Persépolis (voz).
- 2009: Ellas y yo (televisión) (2009).
- 2010: El pastel de boda (2010).
- 2011: Eres tú, eres todo (televisión).

## Teatro
- 1937 - Jeux dangereux, de Henri Decoin
- 1945 - Tristan et Iseult, de Lucien Fabre
- 1947 - L'amour vient en jouant, de Jean-Bernard Luc
- 1948 - Sérénade à trois, de Noël Coward
- 1949 - Léocadia, de Jean Anouilh
- 1952 - Evangéline, de Henri Bernstein
- 1957-58 - Faisons un rêve (au Théâtre des Variétés), de Sacha Guitry
- 1959 - Le chandelier, de Alfred De Musset
- 1963 - La robe mauve, de Valentine De Françoise Sagan
- 1965 - Secretissimo, de Marc Camoletti
- 1966 - Comme un oiseau, de Pol Quentin
- 1966-67 – Laurette, de Marcelle Maurette
- 1968 - L'amour quelquefois
- 1970 - Coco
- 1970 - Domino, de Marcel Achard
- 1971 - Ambassador, de Don Ettlinger
- 1973 - Folie douce, de Jacques Bricaire et Maurice Lasaygues